# Javanskt pustelsvin
Javanskt pustelsvin (Sus verrucosus) är en art i familjen svindjur som förekommer i Indonesien.

## Kännetecken
Pälsens färg varierar mellan rödaktig och svart, pälsen på buken har en gulaktig färg och är skarpt avgränsad från andra kroppsdelar. Typiskt är manen på djurets nacke, de jämförelsevis långa extremiteterna och den långa svansen. Huvudet är stor och långsträckt och har tre par vårtor (pustlar). Svinet når en kroppslängd mellan 90 och 190 centimeter samt en vikt mellan 45 och 110 kilogram. Hannar blir betydligt större än honor.

## Utbredning
Javanskt pustelsvin lever på den indonesiska ön Java och på närliggande öar som Madura. Habitatet utgörs av skogar upp till 800 meter över havet.

## Levnadssätt
Dessa djur lever i familjegrupper som består av en hona med sina ungar, vuxna hannar lever vanligen ensamma. De är aktiva på gryningen och natten och är som de flesta svindjur allätare. Födan utgörs bland annat av rötter, frukter, smådjur och as.
Angående djurets fortplantning är inte mycket känt. Dräktigheten varar i cirka fyra månader och sedan föder honan tre till nio ungdjur (i genomsnitt 6). De flesta ungdjuren föds under regntiden mellan januari och mars.

## Javanskt pustelsvin och människor
Djurets utbredningsområde är tättbebyggt med människans samhällen och artens habitat minskar allt mer samt delas ifrån varandra skilda regioner. Dessutom består faran att arten hybridiseras med det införda vildsvinet. Därför listas javanskt pustelsvin av IUCN som starkt hotad (endangered).